# Alexander McKim
Alexander McKim (* 10. Januar 1748 in Brandywine, New Castle County, Delaware Colony; † 18. Januar 1832 in Baltimore, Maryland) war ein US-amerikanischer Politiker. Zwischen 1809 und 1815 vertrat er den Bundesstaat Maryland im US-Repräsentantenhaus.

## Werdegang
Alexander McKim genoss eine akademische Schulausbildung und zog dann nach Baltimore, wo er eine politische Laufbahn einschlug. Im Jahr 1778 saß er im Abgeordnetenhaus von Maryland. Während des Unabhängigkeitskrieges war er Soldat in unabhängigen Einheiten aus Maryland. Ende der 1790er Jahre schloss er sich der von Thomas Jefferson gegründeten Demokratisch-Republikanischen Partei an. Zwischen 1806 und 1810 gehörte er dem Senat von Maryland an.
Bei den Kongresswahlen des Jahres 1808 wurde McKim im fünften Wahlbezirk von Maryland in das US-Repräsentantenhaus in Washington, D.C. gewählt, wo er am 4. März 1809 die Nachfolge von William McCreery antrat. Nach zwei Wiederwahlen konnte er bis zum 3. März 1815 drei Legislaturperioden im Kongress absolvieren. Diese waren von den Ereignissen des Britisch-Amerikanischen Krieges geprägt. Nach dem Ende seiner Zeit im US-Repräsentantenhaus arbeitete McKim im Handel. Später wurde er Vorsitzender Richter am Vormundschaftsgericht für Waisenkinder im Baltimore County. Er starb am 18. Januar 1832 in Baltimore. Sein Neffe Isaac McKim (1775–1838) wurde ebenfalls Kongressabgeordneter.